# Martimojärvi
Martimojärvi är en sjö i Finland. Den ligger i kommunen Simo i landskapet Lappland, i den norra delen av landet, 600 km norr om huvudstaden Helsingfors. Martimojärvi ligger 66,6 meter över havet. Arean är 2,55 kvadratkilometer och strandlinjen är 8,96 kilometer lång. Sjön  ingår i Simo älvs huvudavrinningsområde. 